# Działyń (województwo kujawsko-pomorskie)
Działyń – wieś w Polsce położona w województwie kujawsko-pomorskim, w powiecie golubsko-dobrzyńskim, w gminie Zbójno. Wieś Działyń położona jest w północno-zachodniej części historyczno-geograficznego regionu Ziemi. Dobrzyńskiej, w międzyrzeczu Wisły, Drwęcy i Skrwy.

## Podział administracyjny
W latach 1954–1971 wieś należała i była siedzibą władz gromady Działyń, po jej zniesieniu w gromadzie Zbójno. W latach 1975–1998 miejscowość administracyjnie należała do województwa włocławskiego.

## Demografia
Według Narodowego Spisu Powszechnego (III 2011) wieś liczyła 778 mieszkańców. Jest drugą co do wielkości miejscowością gminy Zbójno. We wsi znajduje się szkoła podstawowa, biblioteka, koło gospodyń wiejskich oraz wiele instytucji i obiektów rekreacyjnych.

## Historia
Król Władysław II Jagiełło nadał Działyń i okoliczne ziemie za zasługi na polach Grunwaldu Piotrowi protoplaście Rodu Działyńskich Piotr z Działynia herbu Ogończyk. W XVI w. ród Działyńskich zaczął przenikać z Kujaw do Prus Królewskich. Związki z dworem królewskim pozwoliły na szybkie osiągnięcie godności senatorskich przez pruską linię rodziny. W 1601 Mikołaj Działyński (1540–1604) wojewoda chełmiński, starosta bratiański ufundował w Działyniu Kościół. Znanym dziedzicem Działynia był generał-major Ignacy Działyński, żarliwy patriota i poseł na sejm czteroletni. Ten urodzony w 1754 obrońca aktu Konstytucji 3 Maja dowodził pułkiem piechoty Wojsk Koronnych, który podczas insurekcji w Warszawie przyczynił się do zwycięstwa. Ostatnim właścicielem gniazda rodzinnego został Stanisław Działyński, który w 1789 sprzedał majątek Michałowi Łukowskiemu. Od Łukowskich majątek przejęli w 1830 Jeżewscy, a od nich w 1842 Juliusz Dziewanowski. Następnie drogą koligacji rodzinnych majątek przeszedł w ręce Ciechomskich.
W latach 50. XIX w. rodzina Dziewanowskich gościła Oskara Kolberga zbierającego materiały na temat Ziemi Dobrzyńskiej.

## Obiekty zabytków
We wsi znajduje się barokowy kościół św. Trójcy, ukończony w 1609. Kościół wpisany jest do rejestru zabytków NID pod nr rej. A/708 z 19.09.1985.
Pierwszą świątynią jaka istniała w Działyniu była świątynia drewniana. Służyła ona parafianom do połowy XVI w., po czym nieremontowana uległa zniszczeniu. Kościół pw. Trójcy Świętej w Działyniu został wybudowany w latach 1582–1609 staraniem ówczesnego właściciela wsi Michała Działyńskiego na miejscu starszego, drewnianego kościoła. Jednocześnie zadbał o wybudowanie rodowej krypty grobowej dziś już mocno zaniedbanej. Również 3 płyty nagrobne Juliusza i Wiktorii, Włodzimierza oraz Dominika Dziewanowskich na północnej ścianie świątyni są podniszczone. Na cmentarzu parafialnym przy drodze do Rembiochy, uchował się rodzinny grobowiec ostatnich właścicieli – Chacińskich. W 1641, z inicjatywy ówczesnego biskupa chełmińskiego, Kaspra Działyńskiego, dokonano przebudowy kościoła. W 1897 nastąpiła powtórna konsekracja kościoła po jego gruntownym odnowieniu. Jest to jednonawowy kościół z wydzielonym prezbiterium zamkniętym półkoliście oraz kaplicą Matki Boskiej, dawniej grobową Działyńskich, przy pierwszym od wschodu przęśle nawy głównej. W fasadzie zachodniej świątyni dominują dwie wieże zwieńczone ośmiobocznymi latarniami i hełmami. Na wieży południowej znajduje się zegar z ok. 1600 z cyframi minuskułowymi o charakterze gotyckim. Nad portalem głównym umieszczony jest kamienny kartusz z herbem Ogończyk Działyński przeniesiony tutaj w XIX w. z rozebranego pałacu. Poza tym w fasadę wmurowane są dwie tablice inskrypcyjne, prawdopodobnie pochodzące z czasów przebudowy w 1641.
Wyposażenie wnętrza pochodzi głównie z okresu budowy kościoła. Późnorenesansowy ołtarz główny z 1601 z barokowym krucyfiksem z przełomu XVII i XVIII w. i rzeźbami św. Piotra i św. Pawła. Ołtarze boczne z początku XVIII w., późnobarokowe, jeden z rzeźbami św. Jakuba Starszego i św. Rocha i obrazami św. Hieronima i św. Antoniego, drugi z rzeźbami św. Antoniego i św. Kazimierza oraz obrazami św. Stanisława biskupa i św. Stanisława Kostki. W kaplicy ołtarz późnobarokowy z tego samego czasu, z obrazem Matki Boskiej Częstochowskiej. Ambona renesansowa z 1601 z rzeźbami Chrystusa Błogosławiącego oraz czterech ewangelistów. Renesansowa chrzcielnica z tego samego czasu została przekształcona z dawnego tabernakulum ołtarza głównego. Na chórze muzycznym prospekt organowy z XVIII w. W 1897 konsekrowano go po gruntownym odnowieniu. Kościół p.w. Św. Trójcy jest on murowany z cegły, pierwotnie nietynkowany.